# 張良璋

张良璋，湖北黄梅人。咸丰九年举人，同治元年壬戌科二甲三十七名进士。授翰林院编修。黄梅张氏三十六大户之旺二户后裔，祖居黄梅清江。寄籍陕西石泉。